# Karmelietessenklooster (Maastricht)
Het Karmelietessenklooster, ook wel Maastrichtse karmel of, informeel, zusters van de Blekerij genoemd, was een rooms-katholiek klooster van karmelietessen in de Nederlandse stad Maastricht. Het oorspronkelijke klooster lag langs de Maas aan de Blekerij in de toenmalige gemeente Sint Pieter.

## Geschiedenis
De karmelietessen behoren tot de de Karmelbeweging (Latijn: Ordo Carmelitarum, afkorting O.Carm.), waarvan ze de tweede (=vrouwelijke) orde vormen, die weer bestaat uit twee takken: de geschoeide en de ongeschoeide karmelietessen. Het betreft een contemplatieve orde, waarvan de leden als slotzuster leven en in principe geen activiteiten naar buiten ontplooien. De Maastrichtse karmelietessen waren ongeschoeid (afkorting O.Carm.Disc. of OCD).

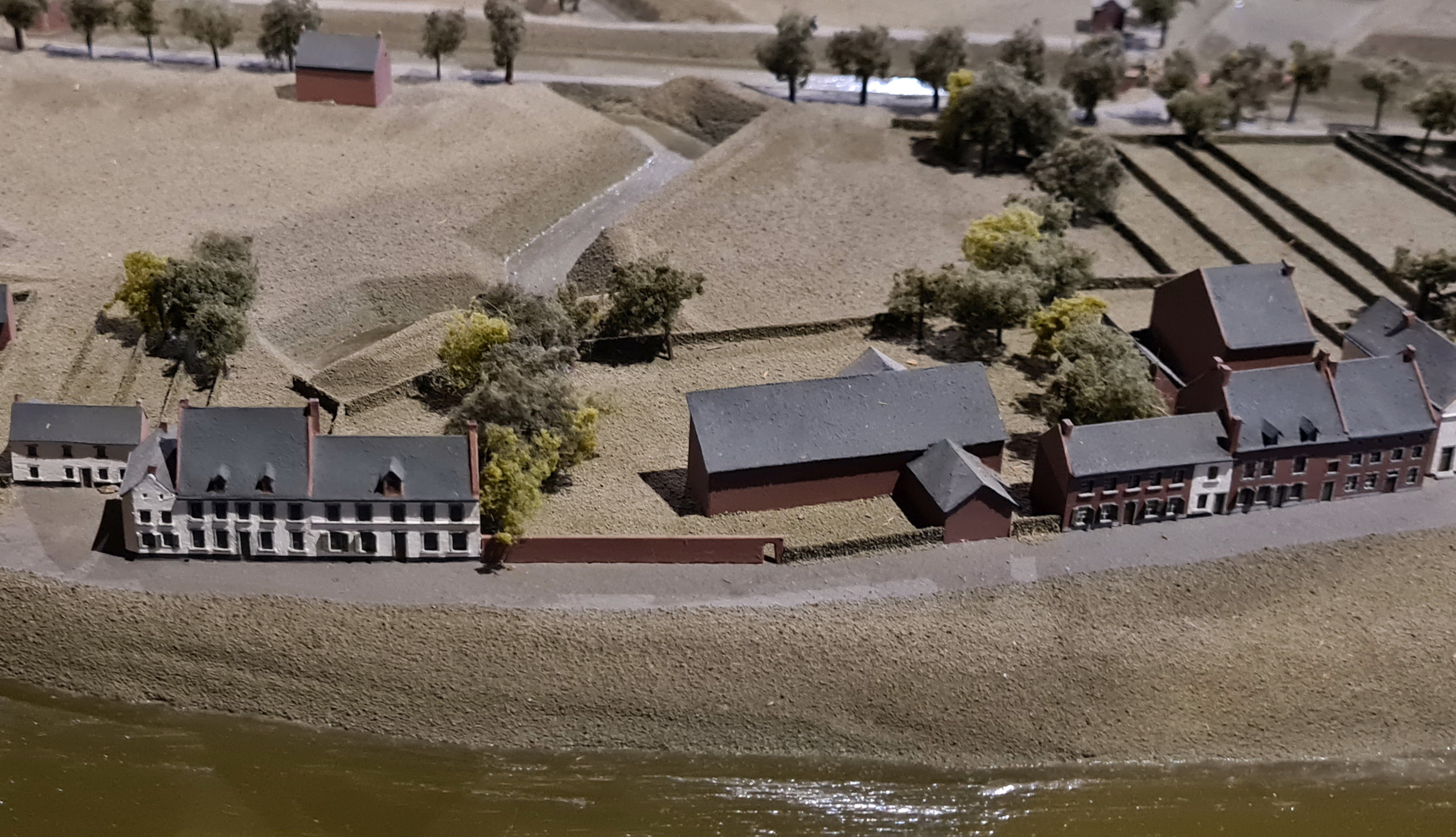
De Blekerij op de maquette Maastricht 1867. Achter de muur met het poortje vestigden zich in 1876 de karmelietessen

In 1875 belandde in Maastricht een groep ongeschoeide karmelietessen uit Aken, die vanwege de Kulturkampf Duitsland ontvlucht was. De zusters kwamen naar Maastricht op uitnodiging van de heer Loomans, voorzitter van de plaatselijke Sint-Vincentiusvereniging. De karmelietessen vonden voorlopig onderdak in een pand aan de Kesselskade, dat eigendom was van de Vincentiusvereniging. Waarschijnlijk maakten ze gebruik van de achterliggende Kapel van de Vincentiusvereniging. In 1876 kregen ze de beschikking over het voormalige hotel "Belle Vue" aan de Blekerij in Sint Pieter (na de annexatie van 1920 in de gemeente Maastricht gelegen). Dit gebouw is mogelijk afgebeeld op de nog in aanbouw zijnde maquette Maastricht 1867. Het hotel annex restaurant werd geschikt gemaakt als klooster. Het gebouw werd omgeven door een hoge bakstenen muur, omdat de zusters in afzondering van de buitenwereld wensten te leven. De kloosterkapel was gewijd aan de Onbevlekte Ontvangenis van Maria. Negen Duitse zusters keerden in 1890 terug naar de Akense karmel; twaalf anderen bleven in Maastricht.
Na het gereedkomen van de John F. Kennedybrug in 1968 bleek de ernaast gelegen karmel minder geschikt als contemplatief klooster. Het drukke verkeer op de brug zorgde voor verkeersoverlast en vanaf de brug kon men zo in de kloostertuin kijken. In februari 1975 ontstond er tweemaal brand op zolder, waarvan vermoed werd dat het aangestoken was. Omstreeks 1976 verhuisden de zusters naar een deel van het kloostercomplex van de Zusters Onder de Bogen, maar niet duidelijk is welk deel. Volgens sommige bronnen was dat het voormalige damespension van de Zusters Onder de Bogen aan het Sint Servaasklooster nr. 8. Andere bron noemen het pand Henric van Veldekeplein 22, waar voorheen de Sint-Carolusschool en/of het Sint Servatius tehuis voor vrouwelijke bejaarden waren gevestigd. Na sloop zou hier de nieuwe karmel zijn verrezen. In 1978 werd het oude klooster aan de Blekerij gesloopt. Bouwondernemer Melchior bouwde op die plek een complex met een vijftigtal luxe appartementen, de Parkresidentie.
Omstreeks 1985 was het aantal zusters zover afgenomen dat het klooster niet langer kon bestaan. De overgebleven zusters verhuisden naar karmelietessenkloosters in Beek of Echt. In 2006 sloot ook de Beekse karmel, waarna de meest oudere zusters verhuisden naar het kloosterverzorgingshuis "De Beyart" in Maastricht, waar al sinds de jaren 1980 een gemeenschap van (bejaarde) karmelietessen, afkomstig uit andere plaatsen in Nederland, bestond. De Karmel te Echt bestaat nog steeds.

## Nalatenschap, erfgoed
Van het kloostergebouw aan de Blekerij is niets meer over. Hier staat sinds 1980 de Parkresidentie, een groot appartementengebouw in pseudo-Maaslandse stijl, ontworpen door Gerard Snelder. De twee mogelijke locaties van het tweede klooster bestaan beide nog. Het pand Sint Servaasklooster 8 is een rijksmonument en staat bekend als Elisabeth Gruytershuis. Het werd in 1935-1936 gebouwd naar een ontwerp van Alphons Boosten. Anno 2023 is hier het provincialaat en generalaat van de Liefdezusters van de Heilige Carolus Borromeus gevestigd. Het gebouw aan het Henric van Veldekeplein nr. 22 is geen monument. Het uit 1981 daterende pand is anno 2023 in gebruik als gastenverblijf van de zusters Onder de Bogen.
Op de begraafplaats van de Kerk van Sint-Pieter boven is een gedeelte gereserveerd voor de karmelietessen. Een centraal monument bevat de tekst "Hier verwachten de zusters carmelitessen de dag der verrijzenis". Links daarvan staat een monument met de namen van zusters die te Maastricht zijn overleden; rechts van zusters uit Egmond. De zusters die na 2000 zijn overleden hebben een individuele grafsteen.

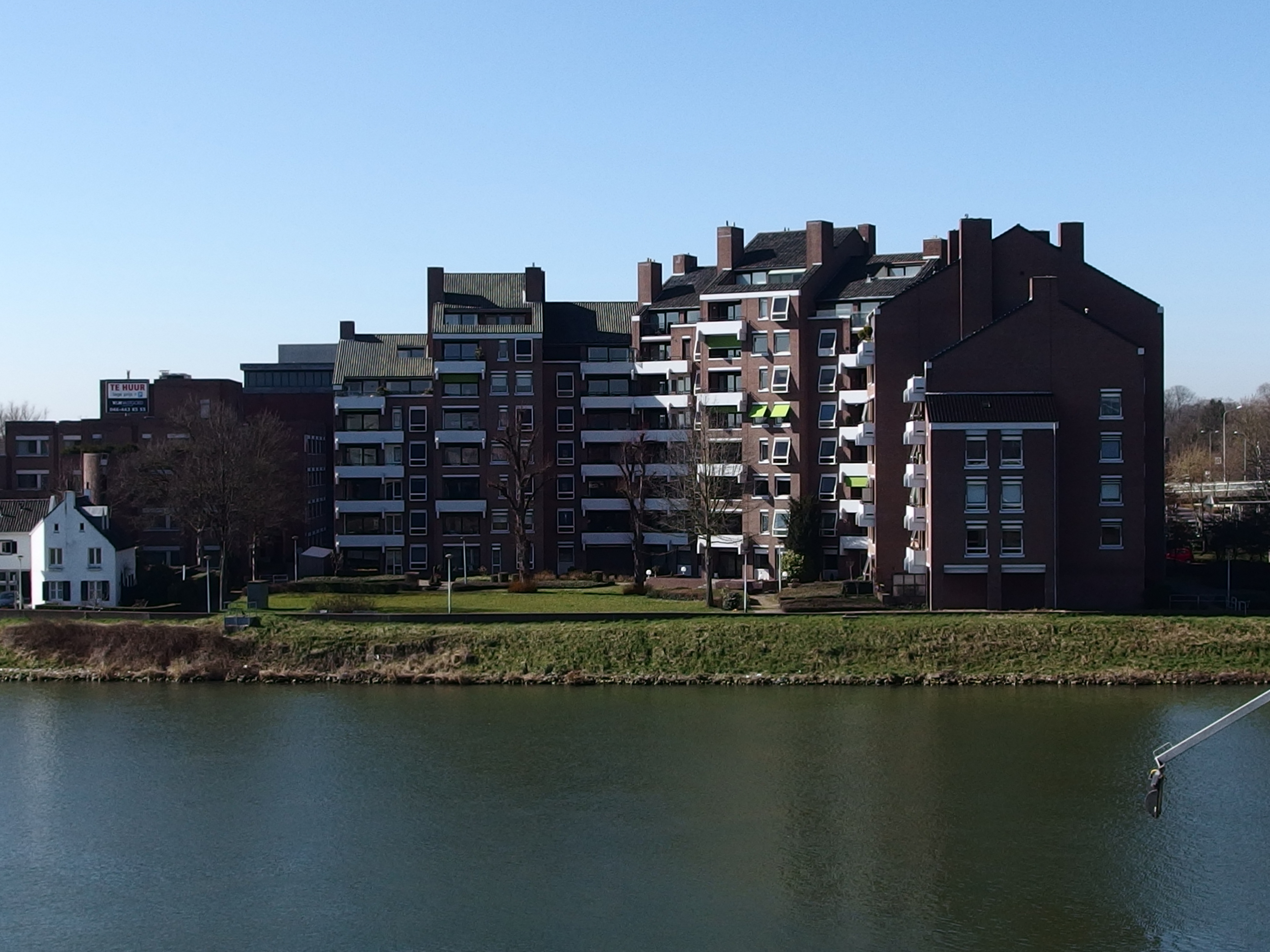
Parkresidentie aan de Maas
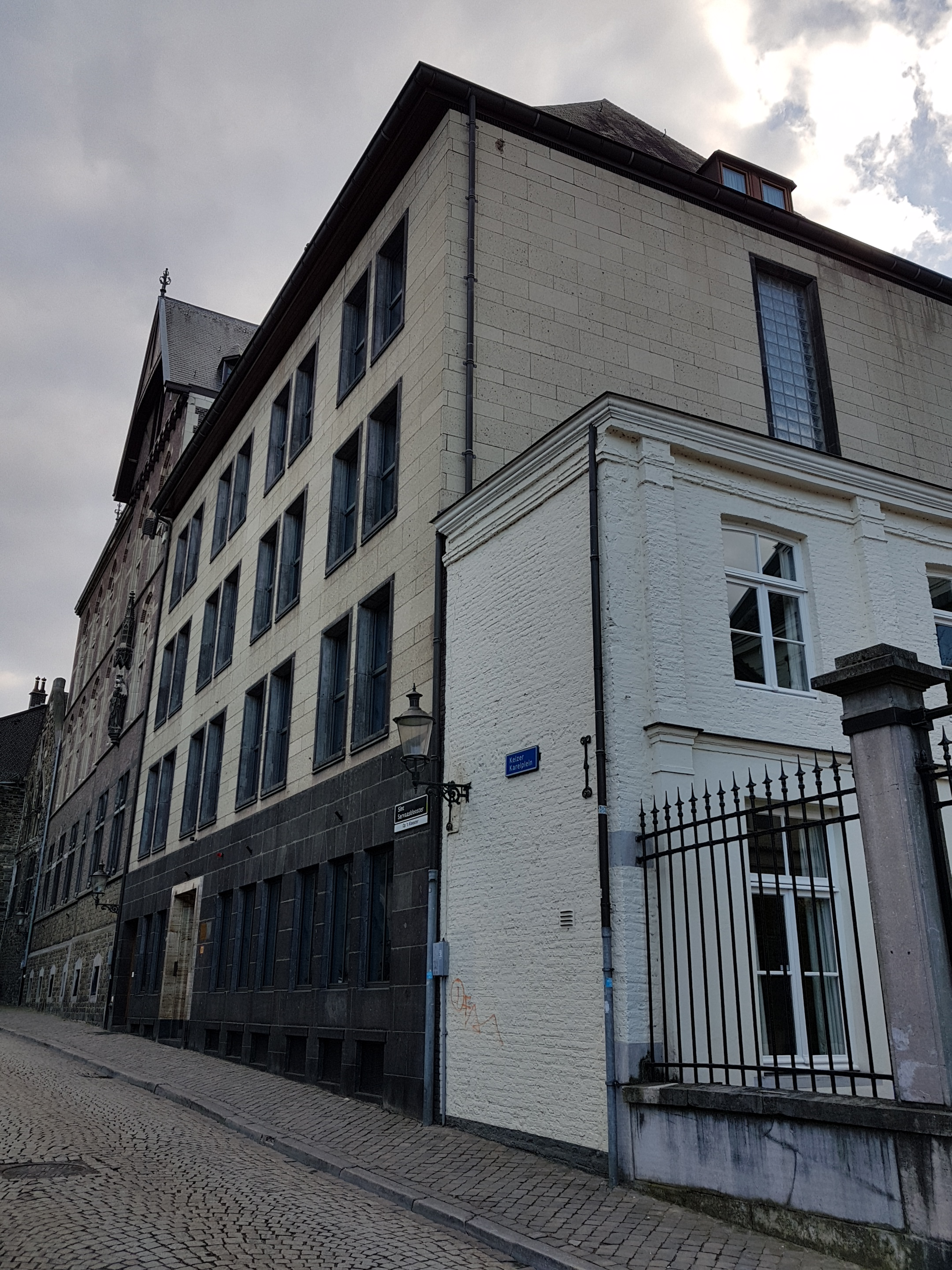
Sint Servaasklooster 8
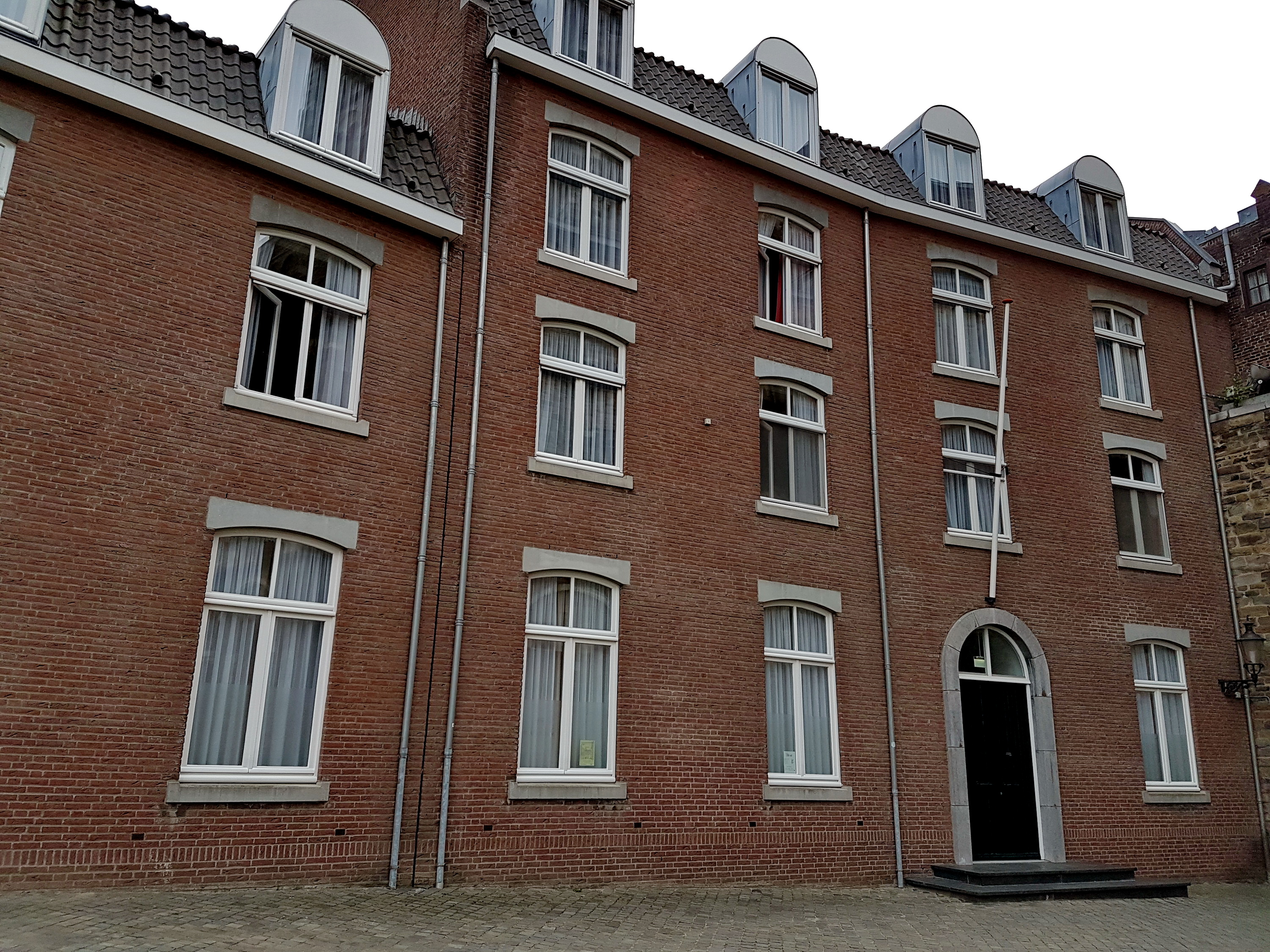
Henric van Veldekeplein 22
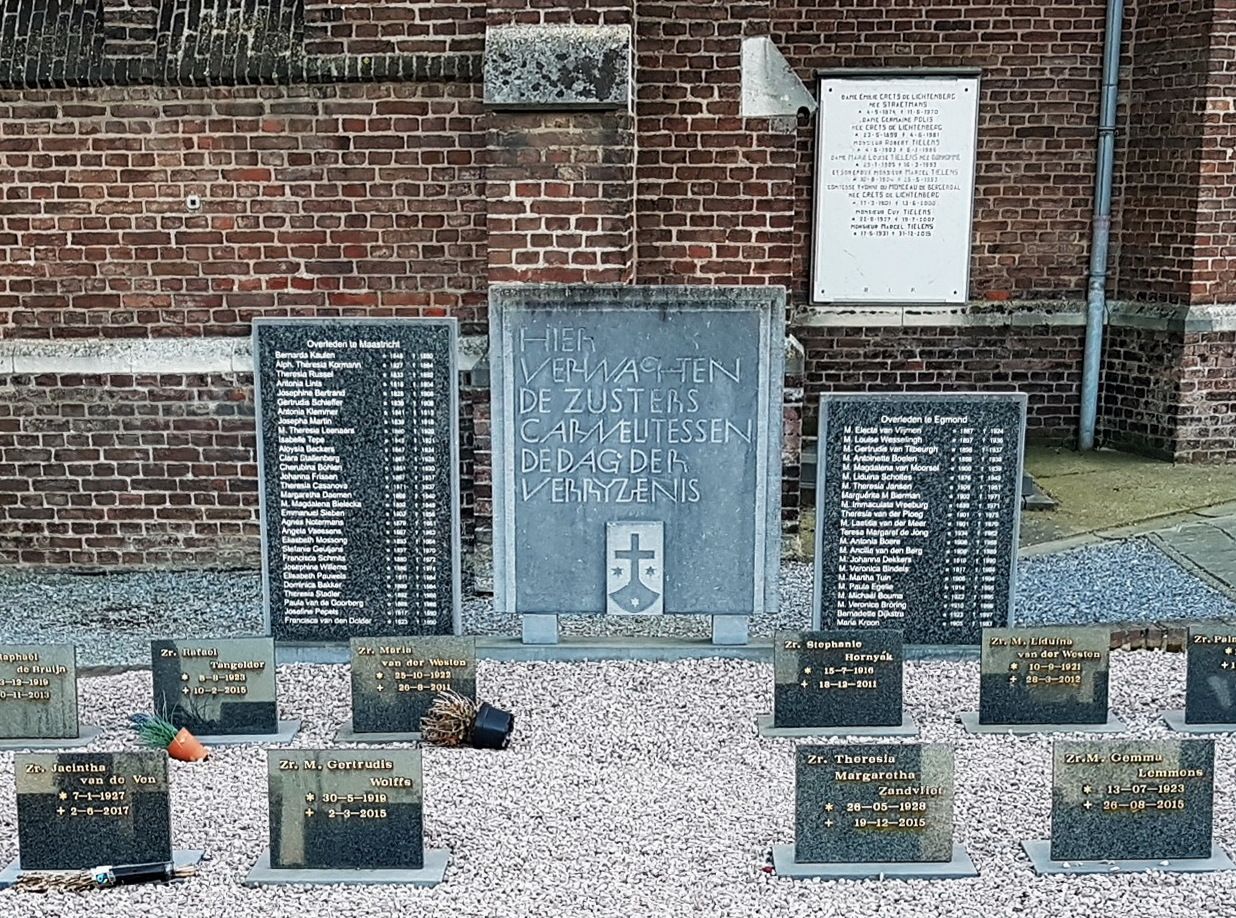
Begraafplaats Sint Pieter

## Varia
- Na de invoering van het actieve en passieve vrouwenkiesrecht in Nederland (1917, 1919) ontstond er in katholieke kring enige discussie of dat ook zou moeten gelden voor slotzusters, die immers in principe nooit buiten de kloostermuren kwamen. Het Bisdom Roermond besliste dat ook de slotzusters moesten stemmen. In mei 1920 werden de Maastrichtse karmelietessen, het gezicht bedekt met een sluier, in gesloten auto's naar het stembureau gebracht.[12]
- In oktober 1923 werd in de kloosterkapel de zaligverklaring eerder dat jaar van de karmelietesse Theresia van Lisieux (1873-1897) gevierd middels een openbaar tridium (driedaags kerkelijk feest). De kloosterkapel was versierd met bloemen en kaarsen, en een afbeelding van de zalige, geschilderd door een van de zusters. De kapel was tevens elektrisch verlicht, een geschenk van een bewoner van de Blekerij.[13]
- In 1949 stichtten vier Maastrichtse karmelietessen een nieuwe karmel op Celebes, nadat in Maastricht het maximaal toegestane aantal van 22 kloosterzusters was bereikt.[14] De stichting werd vanuit Maastricht financieel ondersteund door het comité "Vrienden van de Maastrichtse Carmel", dat ook na 1949 zowel het Maastrichtse als het Indonesische klooster bleef ondersteunen.[15]
- In het verleden was het in katholieke streken in Nederland gebruikelijk dat verenigingen die een buitenluchtevenement organiseerden enkele dagen voor de feestelijkheden een worst gingen aanbieden bij het plaatselijke clarissenklooster, waarna de zusters Sint-Clara om goed weer smeekten. In sommige plaatsen, waaronder Maastricht, vond die traditie plaats bij de karmelietessen.[16][17]